# Christian Film Database
ChristianFilmDatabase.com, LLC (CFDb) foi uma base de dados on-line cristã de filmes e suas informações associadas. Ele foi projetado para ser uma versão cristã do Internet Movie Database.

## História
O CFDb foi fundado em 2008 por Roger Rudlaff que havia criado anteriormente "O Wayhouse Christian Film Library", uma biblioteca que alugava filmes cristãos ao público. Ele e sua esposa Annelie Rudlaff começou o "The Wayhouse Christian Film Library", em 2001, emprestando livros cristãos e filmes em VHS em Buena Vista, Colorado fora de sua casa e mostrando alguns filmes para o público nos aposentos de sua cidade no edifício comercial. Mais tarde, mudou-se para Roanoke, Virginia, onde eles re-inauguraram em 2006.
Enquanto os Rudlaffs estava correndo atrás de empréstimo para biblioteca, Roger Rudlaff teve dificuldade em encontrar certos filmes cristãos, porque os diferentes filmes que ele procurava estavam espalhados em muitos sites diferentes.
Ele começou um site filmes cristãos especialista chamado CFDb, depois de fazer alguma pesquisa sobre IMDb. Ele foi incapaz de reivindicar o título de CMDB, porque esse nome de domínio foi feito pelo outro site de música cristã. Ele registrou o domínio CFDb em 2008 e em 25 de fevereiro de 2011, a empresa tornou-se LLC. O banco de dados inclui informações sobre os filmes, tais como data de lançamento, tempo de funcionamento, classificação MPAA, formatos, diretor de cinema, produtor de cinema, roteirista, compositor de trilhas de cinema, diretor de fotografia, linguagem e as legendas, empresa de produção cinematográfica, empresa de distribuição de filmes, elenco, trailer do filme  site do filme, página do Facebook, página do Twitter, resenhas de filmes, informações de contato, e sinopse.
Em março de 2012 a empresa fez acordo informal com o "Cruciflicks" e com "Indy Christian Reviews" para compartilhar avaliações de filmes cristãos.
Em maio de 2012, o CFDb assinou um acordo de exclusividade com Christian Book Distributors para vender os filmes listados em CFDb via website cristãos distribuidores de livros. Em 13 de março de 2013, o CFDb e o site "FaithLauncher", anunciaram um financiamento coletivo.

## Critérios para inclusão
Segundo o site, o CFDb afirma que eles são um não-denominacionalista do que chamam de "filmes cristãos" e que "Listamos todos os filmes com uma mensagem cristã, não importa quem faz isso." O CFDb afirma que dois de seus critérios para ser um filme cristão são:
- 1. "O filme deve mostrar a necessidade de Deus, Jesus, ou o Espírito Santo de alguma forma"
- 2. "O filme deve ser comercializado para a Comunidade cristã, portanto, os cristãos irão procurá-lo no banco de dados."[7]

## Número de filmes
Em 1 de janeiro de 2010, havia cerca de 1.250 filmes listados em CFDb, com mais sendo acrescentados a cada semana. Rudlaff disse: "Eu listo filmes em vários formatos, como 16 mm, VHS, DVD, e agora disco blu-ray e (VOD) vídeo sob demanda". A partir de Janeiro de 2013, o CFDb teve mais de 1600 filmes listados, alguns dos quais têm vários títulos de filmes listados em uma página como se fossem uma série: estes são contados como um único filme.

## Classificações (de CFDb top 100)
Em dezembro de 2012, a CFDb lançou a sua lista dos 100 melhores filmes cristãos para 2012.